# Irregularinidae
Irregularinidae es una familia de foraminíferos bentónicos de la Superfamilia Parathuramminoidea, del Suborden Fusulinina y del Orden Fusulinida. Su rango cronoestratigráfico abarca desde el Givetiense (Devónico medio) hasta el Viseense (Carbonífero inferior).

## Discusión
Algunas clasificaciones más recientes incluyen Irregularinidae en la Superfamilia Irregularinoidea, del Suborden Parathuramminina, del Orden Parathuramminida, de la Subclase Afusulinina y de la Clase Fusulinata.

## Clasificación
Irregularinidae incluye a las siguientes subfamilia y géneros:
- Subfamilia Irregularininae
  - Irregularina †
  - Pachythurammina †
  - Palachemonella †

Otros géneros considerados en Irregularinidae son:
- Corbiella †, aceptado como Irregularina
- Corbis †, aceptado como Irregularina
- Kalijanella †, aceptado como Pachythurammina